# Ильеши
Илье́ши (фин. Iljussa) — деревня в Бегуницком сельском поселении Волосовского района Ленинградской области.

## История
Впервые упоминается в Писцовой книге Водской пятины под названием сельцо Ильеша в Григорьевском Льешском погосте.
Затем — как деревня Ilyessa Kirckie by в Григорьевском погосте в шведских «Писцовых книгах Ижорской земли» 1618—1623 годов.
На карте Ингерманландии А. И. Бергенгейма, составленной по шведским материалам 1676 года, обозначена как деревня Iliesby.
На шведской «Генеральной карте провинции Ингерманландии» 1704 года — как Illies hof.
Как деревня Елиесы обозначена на «Географическом чертеже Ижорской земли» Адриана Шонбека 1705 года.
Село Ильеши упоминается на карте Санкт-Петербургской губернии Я. Ф. Шмидта 1770 года.

ИЛЬЕШИ — село принадлежит Казённому ведомству, число жителей по ревизии: 137 м. п., 167 ж. п.
В оном:

а) Церковь каменная во имя Святой Пятницы Парасковеи и Святого Николая Чудотворца. 

б) Сельский Приказ казённых поселян.

в) Торговое заведение. (1838 год)

Согласно карте Ф. Ф. Шуберта в 1844 году село Ильеши насчитывало 37 крестьянских дворов.
В пояснительном тексте к этнографической карте Санкт-Петербургской губернии П. И. Кёппена 1849 года оно записано как Ilyesch (Село Ильеши) и указано количество проживающих в нём по состоянию на 1848 год савакотов: 8 м. п., 6 ж. п., всего 14 человек, а также указано, что в селе «большинство русских, имеющих здесь свою церковь».

ИЛЬЕШИ — село Ведомства государственного имущества, 27 вёрст по почтовой дороге, а остальное по просёлкам, число дворов — 44, число душ — 128 м. п. (1856 год)

ИЛЬЕШИ — село, число жителей по X-ой ревизии 1857 года: 131 м. п., 151 ж. п., всего 282 чел.

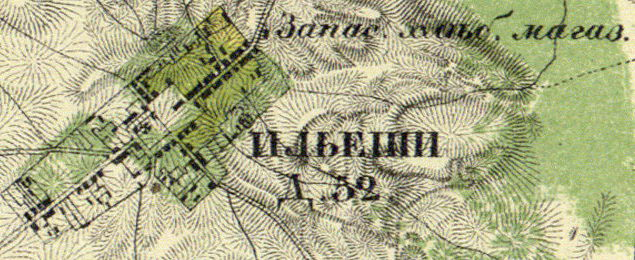
Село Ильеши на карте 1860 года

Согласно «Топографической карте частей Санкт-Петербургской и Выборгской губерний», в 1860 году село Ильеши насчитывало 52 двора и хлебозапасный магазин.

ИЛЬЕШИ — село казённое при колодце, по 1-й Самерской дороге от Нарвского шоссе до р. Луги к д. Поречье в 32 верстах от Ямбурга, число дворов — 52, число жителей: 192 м. п., 298 ж. п.; Церковь православная. Часовен две. (1862 год)

Согласно данным 1867 года в деревне проводилась ярмарка в день Святой Пятницы Парасковьи.

ИЛЬЕШИ — село, по земской переписи 1882 года: семей — 56, в них 159 м. п., 172 ж. п., всего 331 чел.

Сборник Центрального статистического комитета описывал село так:

ИЛЬЕШИ — село бывшее государственное Княжевской волости, дворов — 46, жителей — 265; Волостное правление (уездный город в 32 верстах), церковь православная, часовня, две лавки, постоялый двор, ярмарка в среду, четверг и пятницу перед 20 июля. В 5 верстах — церковь православная, ярмарка 16 августа. В 6 верстах — почтовая станция. В 7 верстах — лазарет. В 9 верстах — церковь православная. (1885 год).

По земской переписи 1899 года:

ИЛЬЕШИ — село, число хозяйств — 52, число жителей: 152 м. п., 153 ж. п., всего 305 чел.;
 разряд крестьян: бывшие государственные; народность: русская — 289 чел., финская — 16 чел.

В конце XIX — начале XX века село административно относилось к Княжевской волости 1-го стана Ямбургского уезда Санкт-Петербургской губернии. Население деревни было смешанным — финско-русским.
По данным «Памятной книжки Санкт-Петербургской губернии» за 1905 год участком земли мызы Голятицы, усадьбой Ильеши и земельным участком села Ильеши площадью 281 десятина, владел купец Феофан Терентьевич Гаврилов.
Ильеши были административным центром Княжевской волости, упразднённой в 1917 году.
С 1918 по 1922 год существовала Ильешская волость Кингисеппского уезда, затем она была присоединена ко Врудской волости.
С 1917 по 1923 год село Ильеши входило в состав Ильешского сельсовета Княжевско-Ильешской волости Кингисеппского уезда.
С 1923 года в составе Врудской волости.
Согласно переписи населения СССР 1926 года в селе Ильеши Ильешского сельсовета Врудской волости Кингисеппского уезда проживали 246 человек, большинство русские, а также финны.
С 1927 года в составе Молосковицкого района.

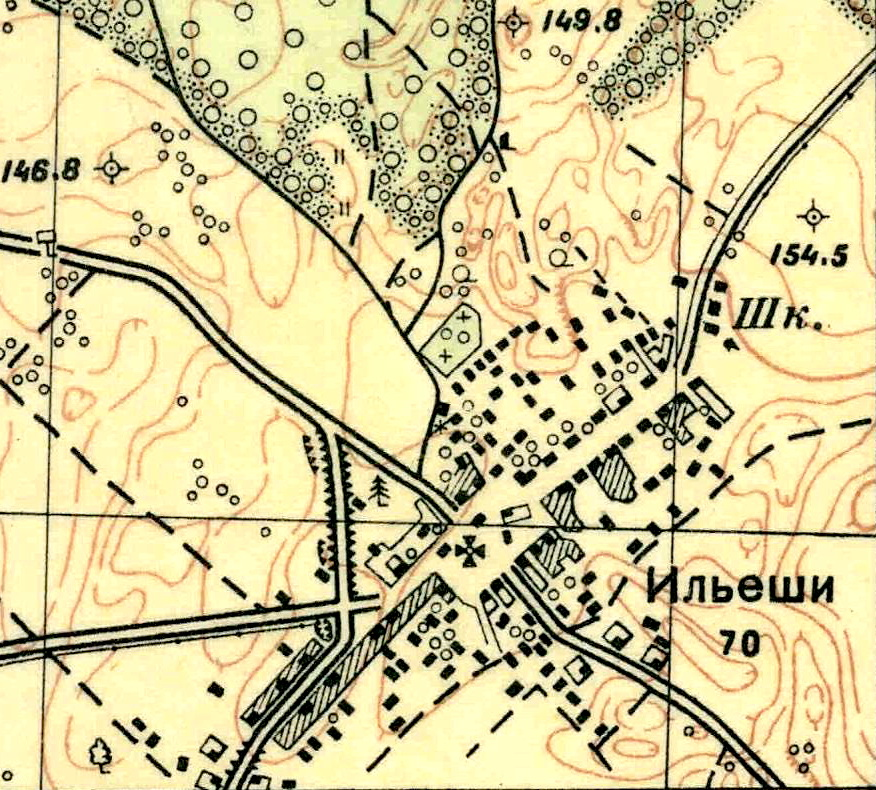
План деревни Ильеши. 1930 год

Согласно топографической карте 1930 года деревня насчитывала 70 дворов, в центре деревни находилась церковь, а на северной окраине деревни — школа.
С 1931 года в составе Волосовского района.
По данным 1933 года село Ильеши являлось административным центром Ильешского сельсовета Волосовского района, в который входили 4 населённых пункта: деревни Голятицы, Лаговицы, Каргалье и само село Ильеши, общей численностью населения 1109 человек.
По данным 1936 года в состав Ильешского сельсовета входили 5 населённых пунктов, 258 хозяйств и 5 колхозов.
C 1 августа 1941 года по 31 декабря 1943 года село находилось в оккупации.
С 1954 года в составе Чирковицкого сельсовета.
С 1963 года в составе Кингисеппского района.
С 1965 года вновь в составе Волосовского района. В 1965 году население села Ильеши составляло 144 человека.
По данным 1966, 1974 и 1990 годов деревня Ильеши также входила в состав Чирковицкого сельсовета.
В 1997 году в деревне проживали 28 человек, в 2002 году — 44 человека (русские — 98 %), деревня входила в состав Чирковицкой волости.
В 2007 году в деревне проживали 34, в 2010 году — 28 человек, деревня входила в состав Зимитицкого сельского поселения.
7 мая 2019 года деревня вошла в состав Бегуницкого сельского поселения.

## География
Деревня расположена в северо-западной части района на автодороге 41К-187 (Пружицы — Красный Луч).
Расстояние до административного центра поселения — 9 км.
Расстояние до ближайшей железнодорожной станции Молосковицы — 15 км.

## Демография
| 1838 | 1857 | 1862 | 1882 | 1885 | 1899 | 1965 |
| ---- | ---- | ---- | ---- | ---- | ---- | ---- |
| 304  | ↘282 | ↗490 | ↘331 | ↘265 | ↗305 | ↘144 |
| 1997 | 2002 | 2007 | 2010 | 2013 | 2017 |      |
| ↘28  | ↗44  | ↘34  | ↘28  | ↗30  | ↗45  |      |

### Национальный состав
Согласно данным Всероссийской переписи населения 2021 года в деревне проживали 33 человека, из них:
 русские — 25, азербайджанцы — 8 человек.

## Транспорт
Через деревню проходит дорога 41К-187 (Пружицы — Красный Луч).
Ближайшая железнодорожная станция — Молосковицы, расположенная на железнодорожной линии Гатчина — Ивангород.

## Достопримечательности
Храм — Никольский Пятницкий. В храме три придела: пророка Илии, Николая Чудотворца, Параскевы Пятницы. Первые упоминания о деревянной церкви в 1530 году, последняя перестройка была в 1854 году.
В двух километрах к югу от деревни до 1961 года находилась часовня в честь явления на том месте почитаемой как чудотворная иконы святой великомученицы Параскевы Пятницы. В октябре 2007 года начато воссоздание часовни.

## Фото

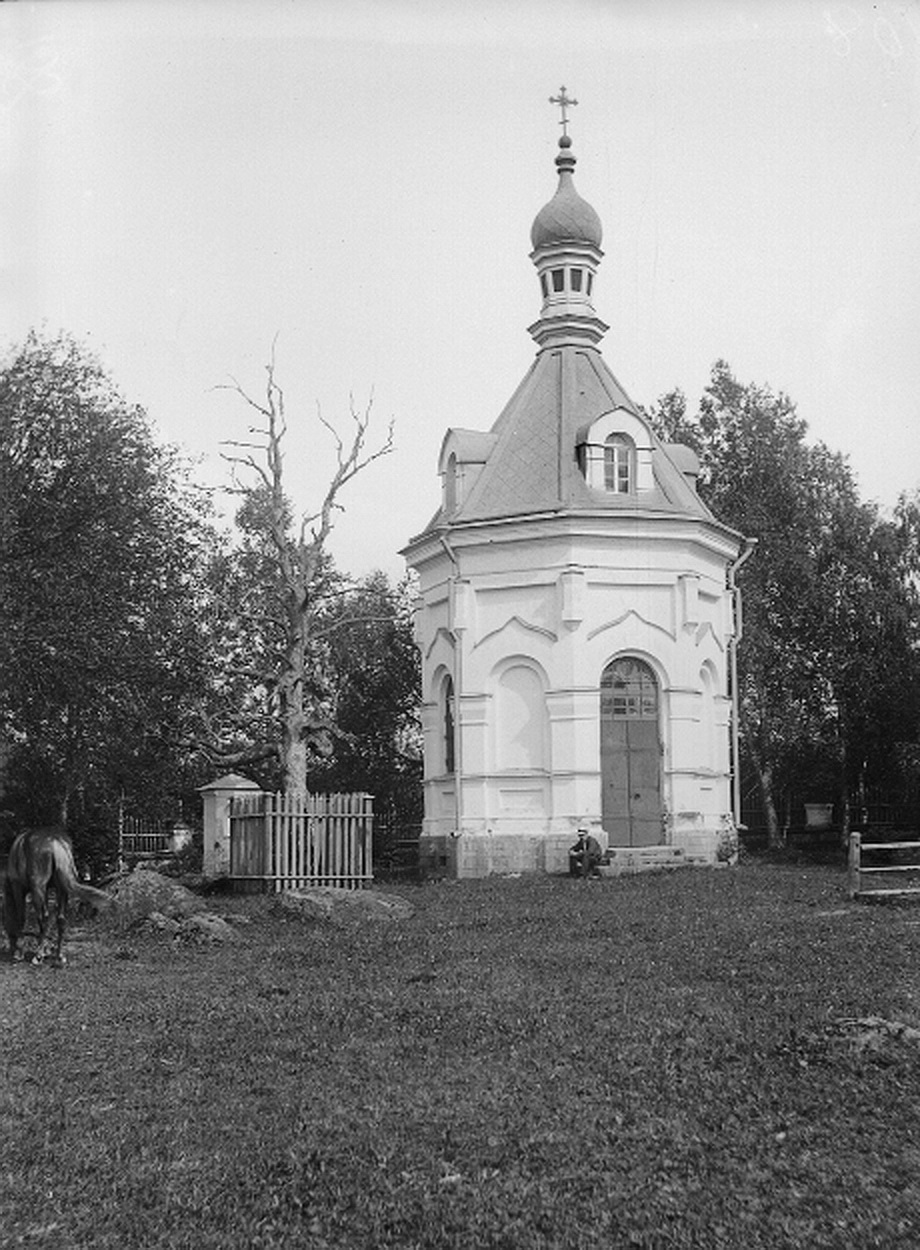
Часовня в Ильешах. 1911 год
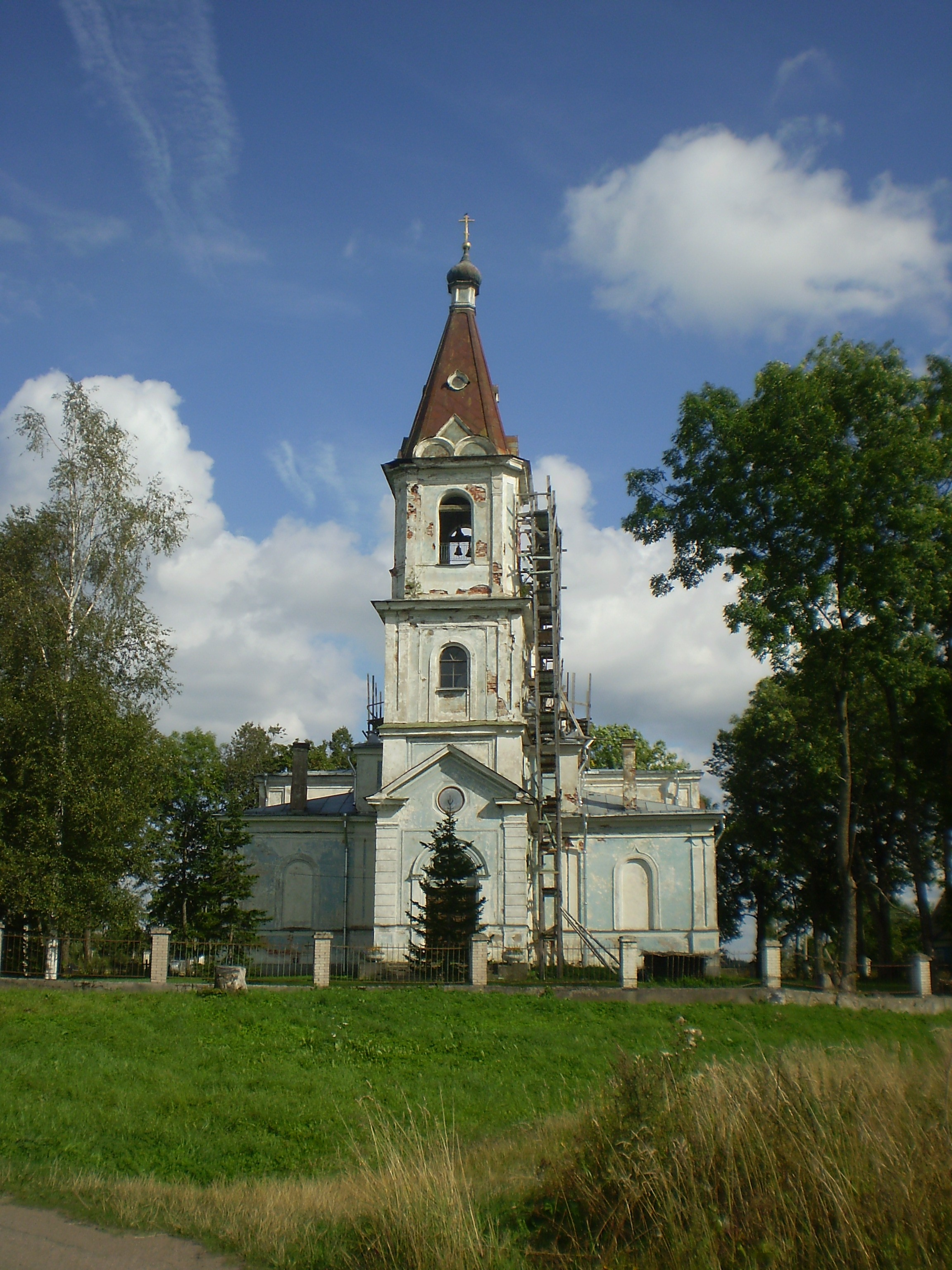
Никольский Пятницкий храм
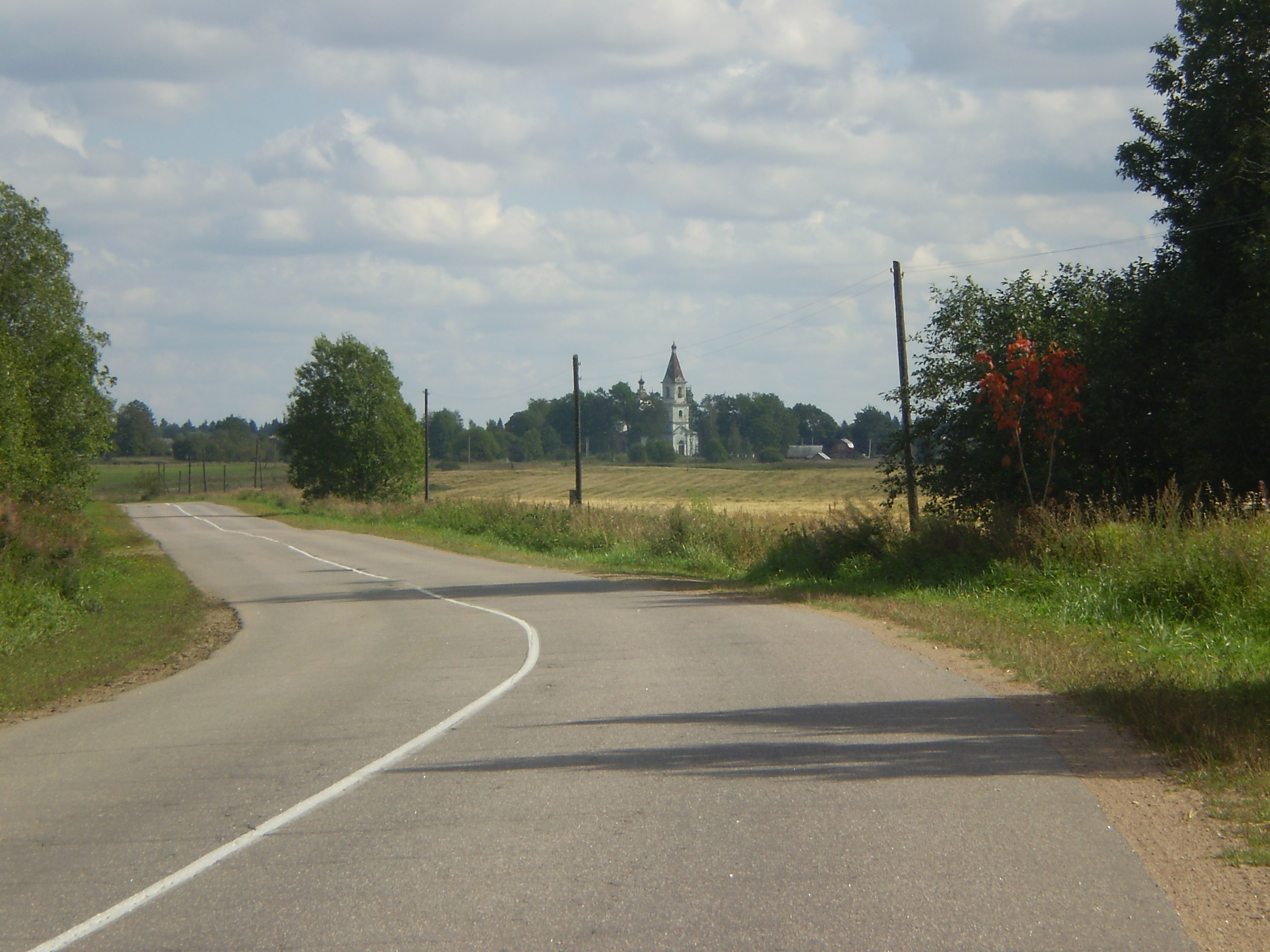
Дорога 41К-187 у деревни Ильеши